# Kurtisane

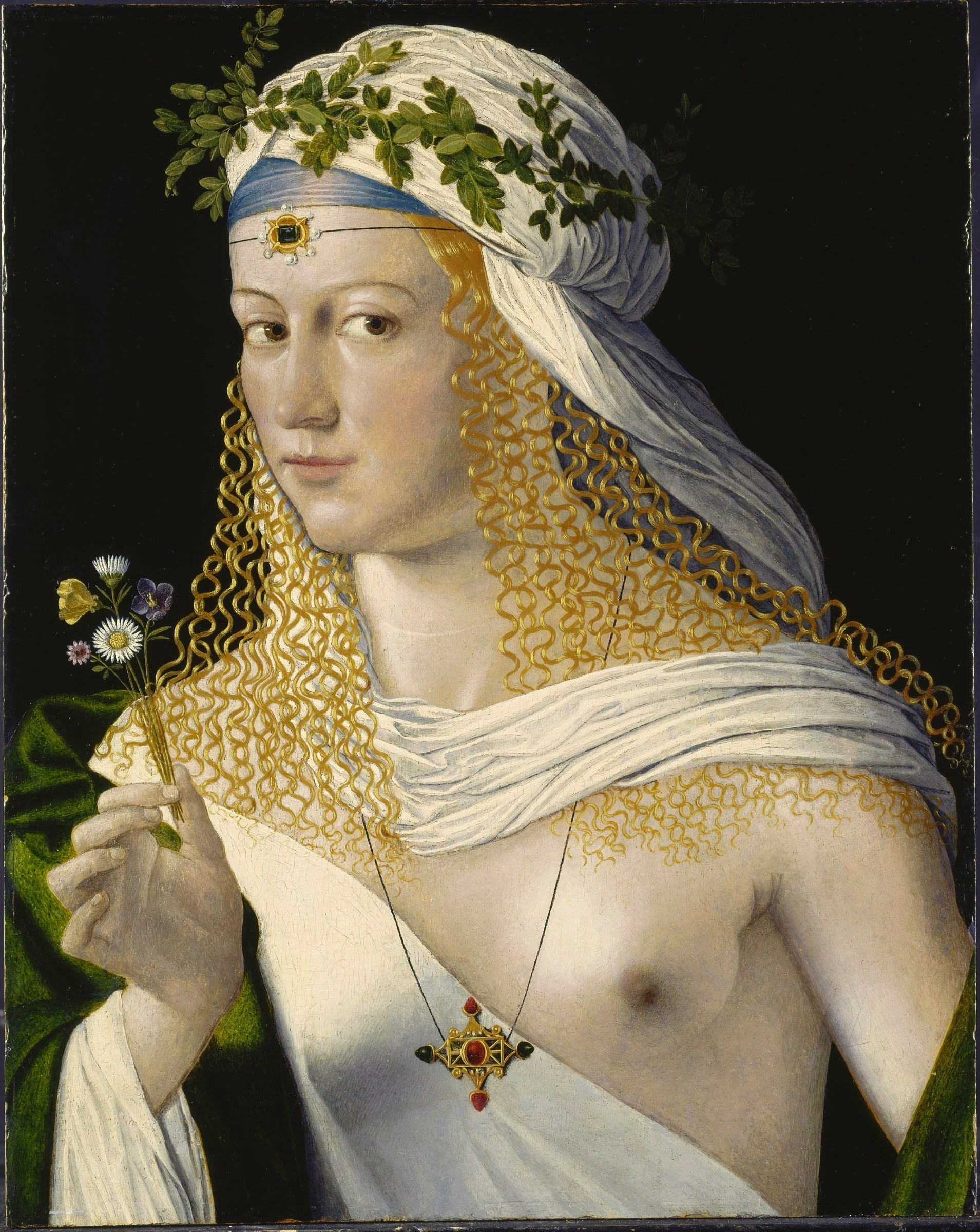
Bartolomeo Veneto: Idealbildnis einer Kurtisane als Flora, Oberitalien um 1520, Städel, Frankfurt

Unter Kurtisane verstand man eine in adeligen oder großbürgerlichen Kreisen für Liebesdienste zur Verfügung stehende Frau. Zentrale Orte des Kurtisanenwesens waren Rom und Venedig in der Renaissance sowie Paris im 18. und 19. Jahrhundert.
Die Bezeichnung stammt ursprünglich aus dem höfischen Bereich (französisch cour, deutsch ‚[Königs-, Fürsten-] Hof‘, italienisch corte), wie der Name schon sagt (französisch courtisane, über italienisch cortigiana). Wie die Mätresse wurde auch die Kurtisane als Geliebte eines oder mehrerer Männer von Adel oder Vermögen von diesen unterhalten und betrieb im 19. Jahrhundert gelegentlich selbst einen Salon, der ein Ort auch geistig anregender Konversation war; doch im Unterschied zur Mätresse war ihre Rolle nicht institutionalisiert und ihre Beziehungen gestalteten sich sehr viel abwechslungsreicher. Andererseits stiegen Kurtisanen aber selten zu Macht und Ruhm auf, wie königliche Mätressen der Vergangenheit, allen voran Madame de Pompadour.
Kulturwissenschaftliche Untersuchungen zum Phänomen der Renaissance-Kurtisanen haben sich lange kritiklos ausschließlich der zeitgenössischen erotischen Literatur (z. B. Pietro Aretinos Kurtisanengespräche von 1534) bedient, was zu verzerrten und klischeeabhängigen Urteilen führte. Erst in der jüngeren Forschung sind auch archivalische Quellen zur Darstellung des Kurtisanenwesens hinzugezogen worden.
Im 19. Jahrhundert entstand in Paris eine neue Form des Kurtisanentums, welches unter dem Ausdruck avoir une danseuse („sich eine Tänzerin halten“) bekannt wurde. Reiche Bürger unterhielten eine Tänzerin des Theaters, meist eine junge, unbekannte Anfängerin. Die Grenze zur Prostitution war fließend. Einige dieser Frauen stiegen zur Kurtisane (oder femme entretenue) auf. Bis heute hat sich der Ausdruck avoir une danseuse gehalten, heute im Sinne davon, sich ein kostspieliges Hobby zu leisten.
In der Weltliteratur ist das bekannteste Beispiel einer Kurtisane Marguerite Gautier, die Kameliendame in dem gleichnamigen Roman von Alexandre Dumas d. J. aus dem Jahr 1848. Ihr reales Vorbild war Marie Duplessis, mit der Dumas selbst ein Verhältnis hatte. Sein Roman war die Vorlage für die Oper La traviata von Giuseppe Verdi, 1853 uraufgeführt, wo die Kurtisane Violetta Valéry heißt. Nur wenig früher, 1838 bis 1846, erschien der ebenfalls in Paris spielende Roman Glanz und Elend der Kurtisanen von Honoré de Balzac. Die gesellschaftlich verachtete Rolle der Kurtisanen wurde dadurch popularisiert und zugleich romantisiert. 1855 schuf Dumas die Komödie Le Demi-Monde, von der die Halbwelt ihren Namen hat. In diesem Stück bemühen sich echte und vermeintliche adlige junge Damen um Heiraten mit vermögenden Männern, um ihren verschwenderischen Lebensstil zu finanzieren, scheitern aber trotz guter Herkunft an ihrem gesellschaftlichen Ruf, der durch diverse Liebschaften kompromittiert ist. Als Damen der Demi-Monde wurden folglich die wegen eines Fehltritts aus ihrer Klasse Ausgeschlossenen bezeichnet. 
Nach diesen Modellen entstand ein ganzes Genre von Kurtisanen-Literatur. Eine solche Figur schuf auch Marcel Proust in seiner Romanfolge Auf der Suche nach der verlorenen Zeit mit Odette de Crécy, einer Kurtisane des Zweiten Kaiserreichs und „gefallenen Dame“ der höheren Gesellschaft, die sich von älteren reichen Liebhabern aushalten lässt, bis der Romanheld Swann sie heiratet; doch hält er – Aufsteiger aus jüdischer Wechselhändlerfamilie, der als Dandy in höchsten Gesellschaftskreisen verkehrt – seine Frau von ebendiesen fern, um seine Stellung nicht zu gefährden. Die Figur der Odette trägt einige Züge der mit Proust befreundeten realen Kurtisane Méry Laurent.
Bella Cummins, eine amerikanische Bordellchefin, setzt sich dafür ein, die Bezeichnung „prostitute“ auf Ausweisen durch das Wort „courtesan“ (englisch für Kurtisane) zu ersetzen, weil es eine Prostituierte der Elite bezeichnet und nicht zwangsläufig mit Geschlechtsverkehr verbunden ist.
Zu vergleichbaren Frauenrollen in der Antike siehe Hetäre.